# Idioma gótico

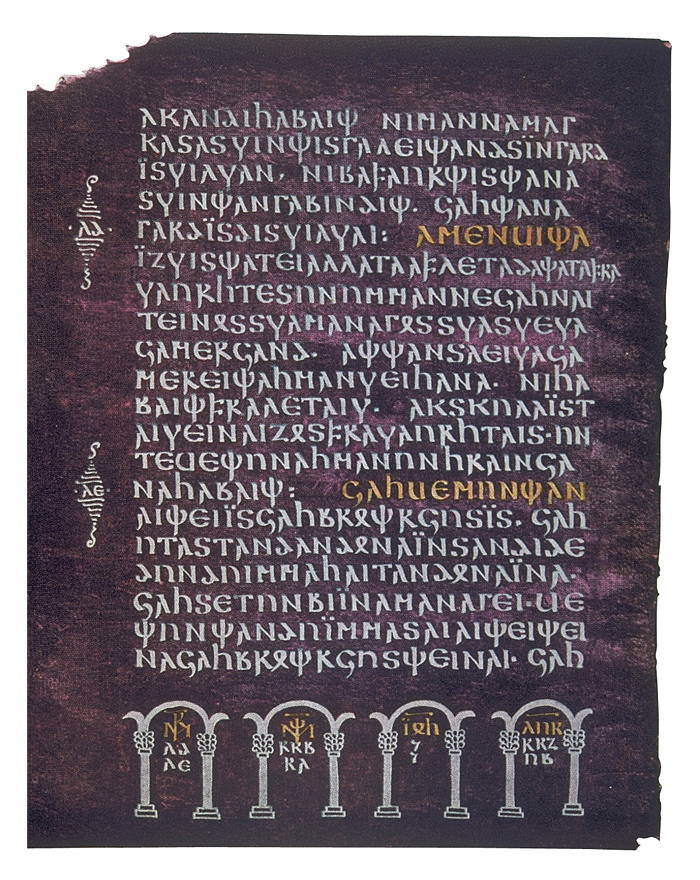
Fragmento del Codex Argenteus, una traducción parcial al gótico de la Biblia griega.

El gótico (autoglotónimo *gutiska razda, *gutisk o *gutrazda) es una lengua germánica extinta hablada por el pueblo godo y sus dos ramas: ostrogodos en Italia y visigodos en España.
Es la lengua germánica atestiguada más antigua y actualmente no existen lenguas derivadas de ella. El texto más antiguo que se conserva es una parte de la traducción de la Biblia realizada por el obispo godo Ulfilas en el siglo IV, por lo que es la única lengua germana oriental con un corpus significativo. De todas las otras, burgundio y vándalo inclusive, se tienen indicios de su existencia únicamente por antropónimos que han subsistido en relatos históricos.[cita requerida]
El gótico fue decayendo a mediados del siglo VI debido en parte a la derrota militar que sufrieron los visigodos a manos de los francos, la eliminación de los ostrogodos en la península itálica y la conversión masiva al catolicismo romano de habla latina de los visigodos de España, así como por su aislamiento geográfico.[cita requerida] La lengua sobrevivió en España no más allá del siglo VIII y el autor franco Walafrido Strabo escribió que todavía se hablaba en la zona baja del Danubio y en regiones montañosas aisladas en Crimea a principios del siglo IX y el gótico de Crimea, descendiente moderno, perduró hasta el siglo XVIII. En manuscritos posteriores al siglo IX han aparecido expresiones parecidas al gótico, pero que presentan notables diferencias en morfología y fonética.
En los valles del Tirol italiano se hallaron inscripciones germánicas datadas hacia el siglo X, las cuales, aunque corruptas, no pertenecen ni al lombardo ni a la lengua de los colonos germánicos procedentes de Baviera que poblaron posteriormente la región. Por lo tanto, se ha especulado que, salvando la posibilidad de que se tratara de colonos góticos supervivientes, las inscripciones provendrían de letrados que aprendieron el gótico para leer o traducir los por entonces aún extensos libros escritos en esta lengua.